# Mr. Flip
Mr. Flip ist ein US-amerikanischer Slapstickfilm aus dem Jahre 1909. Regie führte Gilbert M. Anderson. Der Film feierte am 12. Mai 1909 seine Weltpremiere. Der Film wurde von der Essanay Film Manufacturing Company produziert.

## Handlung
Mr. Flip versucht in seinem Alltag mit mehreren Damen anzubandeln und diese zu küssen. Mr. Flip erhält einige Abfuhren und einen Stich in den Po, bis er es bei einer Verkäuferin für Backware versucht. Hier bekommt er eine Torte ins Gesicht geworfen.

## Hintergrund
Der Film ist filmhistorisch bedeutsam, weil hier das erste Mal in der Filmgeschichte der Tortenwurf-Gag erfolgt sein soll. Allerdings wurde die Torte nicht in das Gesicht von Ben Turpin geworfen, sondern hineingehalten.